# Финик Теофраста
Финик Теофраста или критская финиковая пальма (лат. Phoenix theophrastii) — один из видов финиковых пальм. 

## Ареал
Ареал — юг Греции, Крит и несколько островов. В районе пляжа Ваи растёт самый большой пальмовый лес Европы, посаженный, предположительно, финикийцами. Пальма Теофраста — одна из двух пальм-эндемиков Европы.

## Описание вида
Финик Теофраста — невысокая (до 15 м) финиковая пальма с листьями до 2—3 м. Плод — финик до 1,5 см длиной и до 1 см в диаметре желтовато-коричневого цвета. Образует прикорневую поросль, способную развиться в стволы. По некоторым данным, деревья могут выдерживать непродолжительное понижение температуры до −11°С.
Вид занесён в Красную книгу МСОП.